# ドーラ・ヒッツ

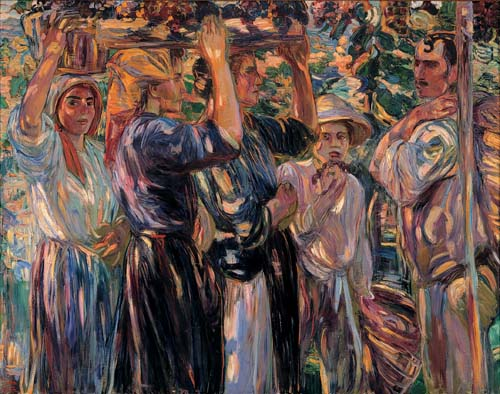
ヒッツ作「ブドウの収穫」

ドーラ・ヒッツ（Dora Hitz、1856年3月30日 - 1924年11月20日）は、ドイツの画家である。「象徴主義」、「印象主義」の画家である。「ベルリン分離派」の創立メンバーの一人である。

## 略歴
バイエルン王国のアルトドルフ (Altdorf bei Nürnberg) で生まれた。6歳で家族とアンスバッハに移り、13歳からミュンヘンの女性のための絵画教室に入学し、ヴィルヘルム・リンデンシュミットやハインリヒ・シュテルツナーに学んだ。ミュンヘンでルーマニア王妃エリサベタと知り合い、ルーマニア王室の宮廷画家に任命され、ルーマニアのシナヤにあるペレシュ城の装飾画などを描いた。
1880年からパリに住み、リュック＝オリヴィエ・メルソンやギュスターヴ＝クロード＝エティエンヌ・クルトワ、ジャン＝ジョセフ・バンジャマン＝コンスタン、ウジェーヌ・カリエールといった画家から学んだ。パリではオイゲン・イェッテルやヘルマン・バールといったオーストリア出身の画家や作家たちと交流した。1890年代の初めはブルターニュやノルマンディーで活動した。1890年にフランス芸術家協会の展覧会に出展し、入選し、1892年からはフランス国民美術協会の会員となり、その展覧会に毎回、出展した。
1891年にドレスデンに滞在した後、1892年からベルリンに移りベルリン女性芸術家協会(Verein der Berliner Künstlerinnen)の会員となり、ベルリンの進歩的な女性と交流するようになり、彼女たちから多くの肖像画の依頼を受けるようになった。
1892年に「ベルリン分離派」の母体となった「11人協会」の創立会員となった。1898年に「ベルリン分離派」が結成されるとそのメンバーになり、ベルリン分離派が分裂した後は「自由分離派」(Freie Secession)に参加した。
第一次世界大戦が始まると、生活は苦しくなった。病気がちになり、孤独な生活を送った。1924年にベルリンで亡くなった。1925年に追悼展が開かれた。

## 作品

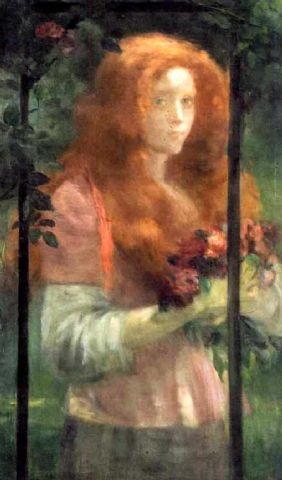
夕暮れ
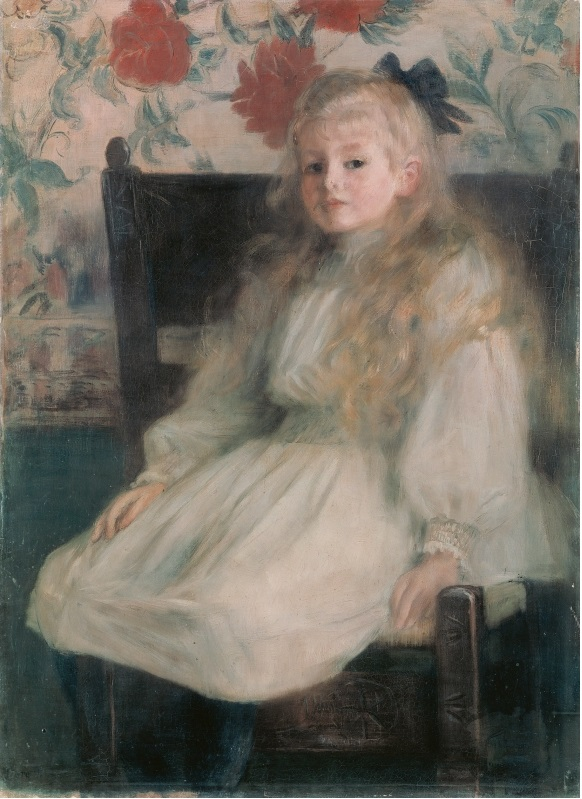
少女像
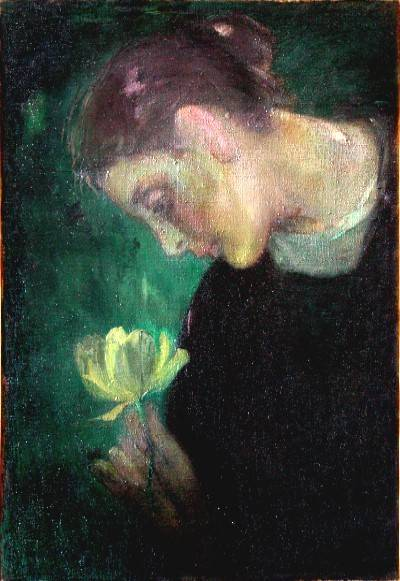
Der Blumenkelch
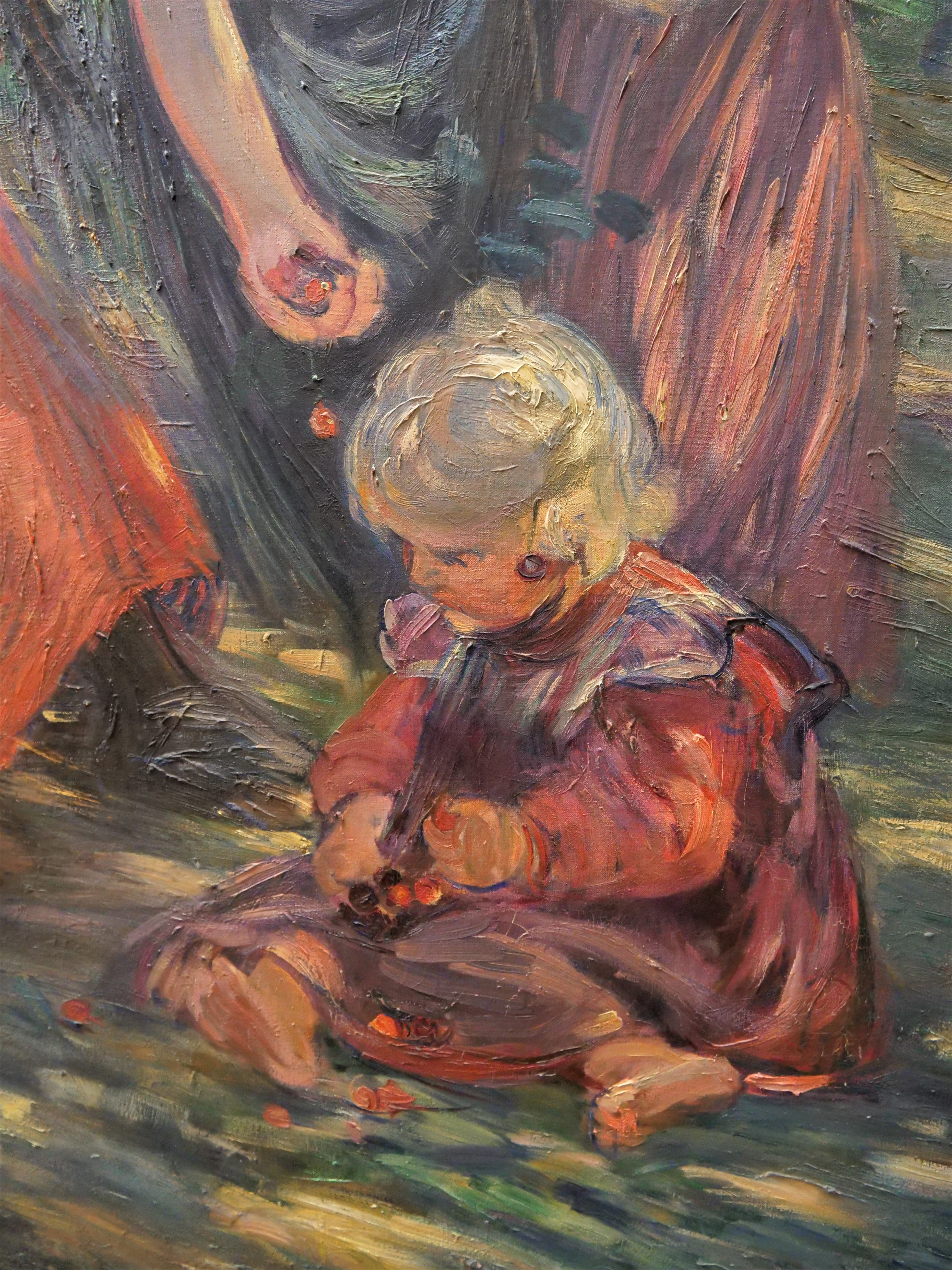
サクランボの収穫（部分図）